# Sylvie Reff
Sylvie Reff, née le 19 juillet 1946 à Bischwiller en Alsace, est une auteur-compositeur-interprète, chanteuse, écrivain et poète française, s’exprimant dans les trois langues de l'Alsace : alsacien, allemand et français.

## Biographie
Après des études universitaires à Strasbourg, Sylvie Reff a écrit de nombreux ouvrages : romans, poésie, anthologies, pièces de théâtre, etc.
Traduite en huit langues, elle a donné près de cinq cents concerts dans toute l’Europe et a enregistré au moins quatre disques. Elle chante le monde dans sa langue natale et maternelle, l’alsacien, aux confluents d’autres langues (français, anglais, russe et allemand).
Elle participe à de nombreuses émissions de télévision : TF1, France 3, Arte, NDR Hamburg, SR Saarbrücken, SWF Baden-Baden, Freiburg/Br., Karlsruhe, Stuttgart, Innsbrück.
Sylvie Reff partage son temps entre l’écriture, la composition de chants, ateliers d’écriture, cours de danse, animation de chorale, collaboration à des revues et ouvrages collectifs : Le Monde, Eurochild, Poésie du monde-Seghers, Grüne Lieder, Frieden schaffen, Schreibende Frauen, Wir Frauen.

## Poésie

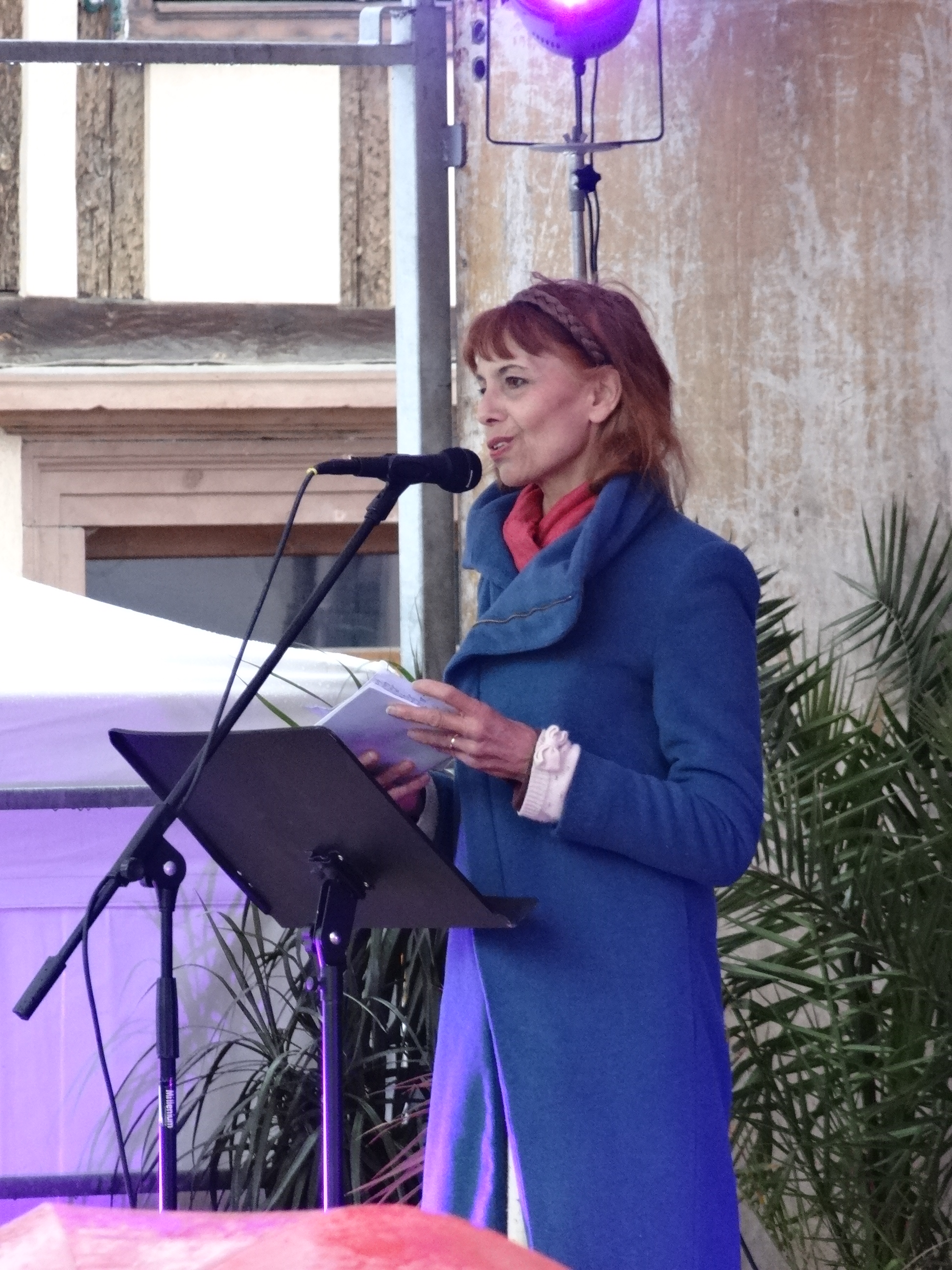
Sylvie Reff à Bischwiller (2015)

Poème de Sylvie Reff composé et publié à l’occasion du Printemps international des poètes en 2003.
Wenn mer jetzt net redde, met de warme Leebel vum Lààwe, wenn reddemer noo ?

D'Wunde wàre gewàsche em Graawe vum neje Johr

D'Miedischkeit kratzt sich aldi Kruschde üssem Herz. Alles hiilt fer an's Liecht :

Wenn heilt mer denn vum Lààwe ?
Une traduction — peut-être moins sensuelle et douloureuse que la version originale — est proposée par l'auteure et Roland Reutenauer, poète et enseignant alsacien :
Si nous ne parlons aujourd'hui avec nos lèvres chaudes de vie, Quand parlerons-nous ?

Les blessures se lavent au creux de l'année vierge

La fatigue s'arrache de vieilles croûtes du cœur : tout pleure vers la lumière

Quand donc peut-on guérir de la vie ?

## Récompenses
Sylvie Reff a obtenu de nombreux prix en France, en Allemagne et aux États-Unis :
- Prix Alef des libraires Tours 2003
- Prix de la Société des Écrivains d'Alsace, de Lorraine et du Territoire de Belfort en 1976
- Bretzel d'or de l’Institut des arts et traditions d’Alsace en 1982
- Grand Prix Maurice Betz, 1986[3]
- Hebeldankpreis, Lörrach, RFA en 1994
- Grand Prix de la ville de Colmar pour Lumière des vivants en 2003
- Grand Prix de Marlenheim 2003
- Grand Prix André Weckmann 2014

## Œuvres de Sylvie Reff

### Littérature
- Terre ouverte, poèmes, collection Chambellan, éditions Saint-Germain-des-Prés, Paris, 1971
- Soleil et cendres, poèmes, collection Chambellan, éd Saint-Germain-des-Prés, Paris, 1972
- Le deuxième homme, dramatique, France Culture, Paris, 1972
- Geschichte einer Gänsehüterin, poèmes en allemand 1975
- La Nef des vivants, roman Paris, éd  Stock, 1975
- Les Ailes du cœur, poèmes, Gundershoffen, éd Hanau, 1982
- Cette fureur tranquille, roman, Strasbourg, éd Rhénanes, 1986
- Soleil de prières : anthologie de prières du monde entier pour tous les moments de la vie, Paris, éd Albin Michel, 1989
- Source de feu, Les Herbiers (Vendée),éd  Écho optique, 1990
- Le Temps du miel, poèmes, éditions Caractères, Paris, 1992
- Mendiants d’étoiles, Paris, éd Caractères, 1994
- Servante du soleil, poèmes, éd Laudes Lyon, 1997
- De Zopf, récit trilingue, éd BF, Strasbourg, 2000 (traduit en esperanto en 2005 La Harplektaĵo)
- Lumière des vivants, roman, éditions Dervy-Albin Michel, octobre 2002.
- Blessures du vent, poèmes, éditions Editinter, 2010.
- Chant des Saisons, poèmes avec J.-P. Ehrisman, editions Coprur, Strasbourg 2009
- Passeurs de courage, anthologie éditions L'Harmattan, 2010.
- Schrei, deux récits trilingues, BF éditions Strasbourg 2014
- Trésor de Vivre, poèmes - col : poètes de la Parole éditions Olivétan Lyon 2017
- La patrie du vent, Dom éditions, 2018
- Le vent vous le dira, éditions Olivétan Lyon, janvier 2019

### Musique
- Miederle, Strasbourg, CEDE, 1978
- Läwesfiir, Strasbourg, EMA, 1983
- Menschelied Cassette Strasbourg EMA 1991
- Sternestrüss, CD col Liederbrunne S.l. s.n., 1995